# Geophis carinosus
Geophis carinosus este o specie de șerpi din genul Geophis, familia Colubridae, descrisă de Stuart 1941. A fost clasificată de IUCN ca specie cu risc scăzut. Conform Catalogue of Life specia Geophis carinosus nu are subspecii cunoscute.